# مدیریت ارگانیک چمن

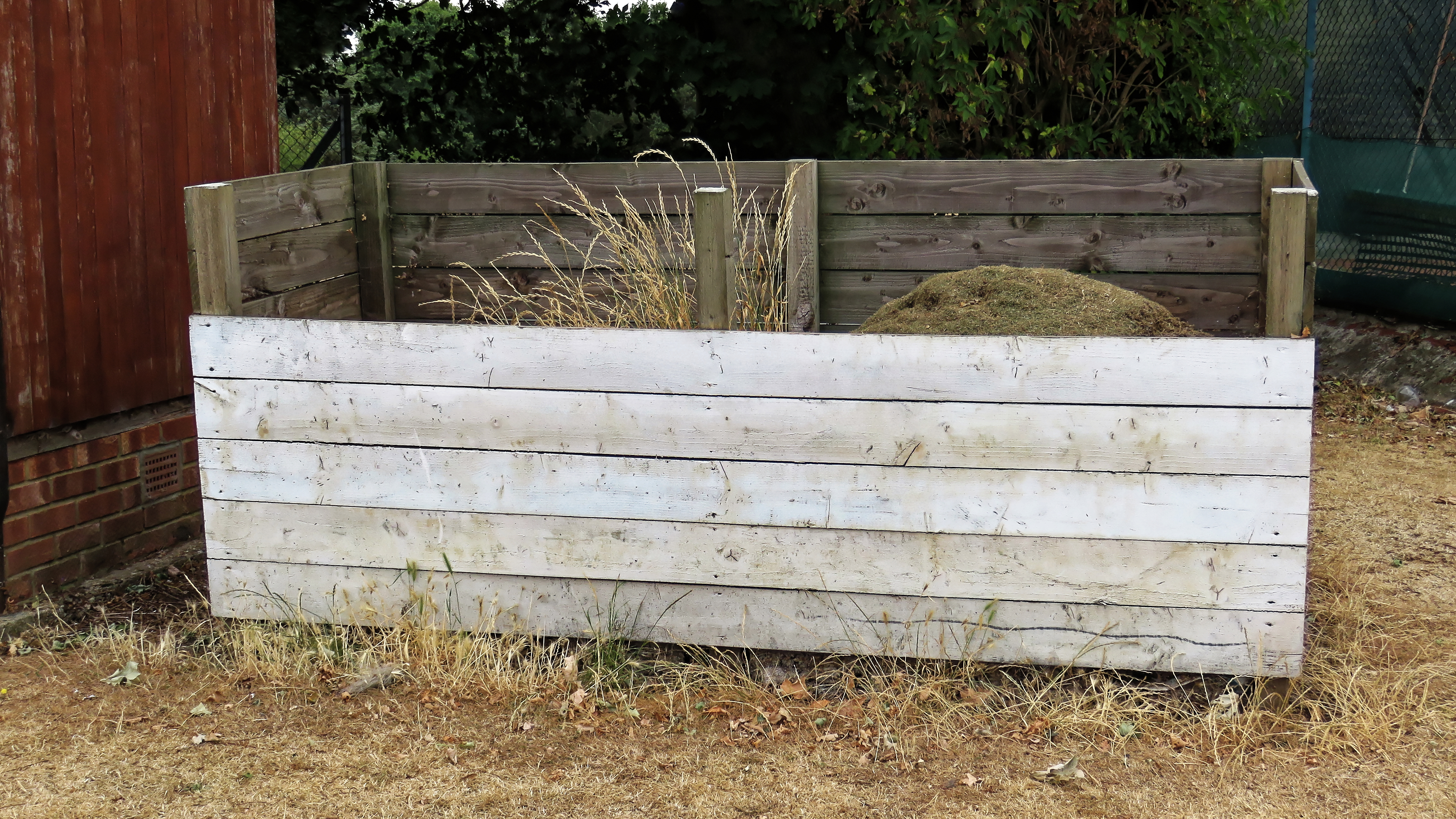
سطل کمپوست

مدیریت چمن ارگانیک یا مراقبت از زمین ارگانیک یا محوطه‌سازی ارگانیک، عمل ایجاد و مراقبت از یک زمین چمن ورزشی یا چمن باغ و چشم‌انداز با استفاده از باغبانی ارگانیک، بدون استفاده از نهاده‌های تولیدی مانند آفت‌کش‌های مصنوعی یا کودهای مصنوعی است. این بخشی از مراقبت از زمین ارگانیک و محوطه‌سازی پایدار ارگانیک است که اصول و روش‌های باغبانی پایدار و کشاورزی ارگانیک را با مراقبت از چمن‌ها و باغ‌ها تطبیق می‌دهد.

## تکنیک‌ها

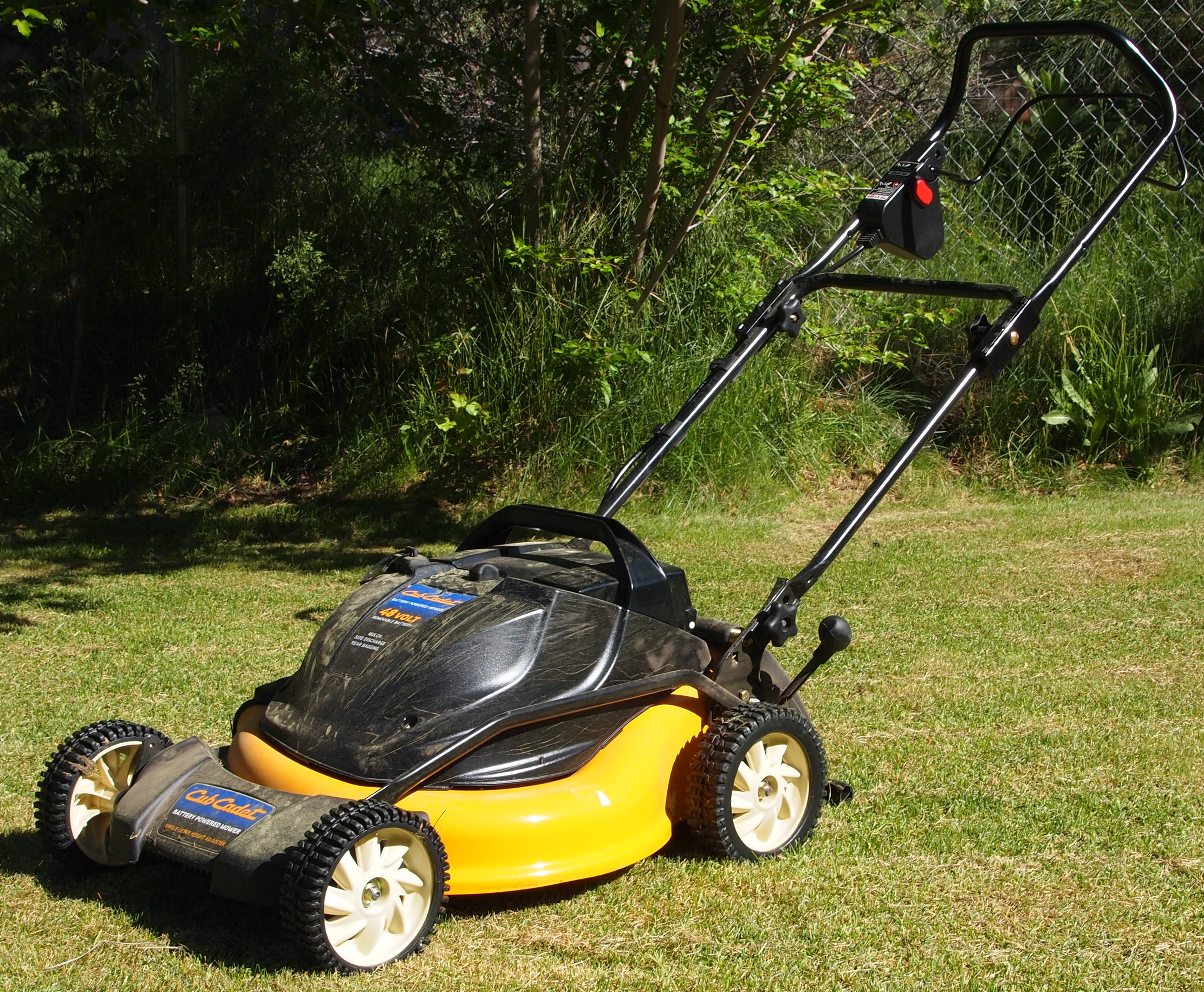
ماشین چمن زنی برقی قابل شارژ

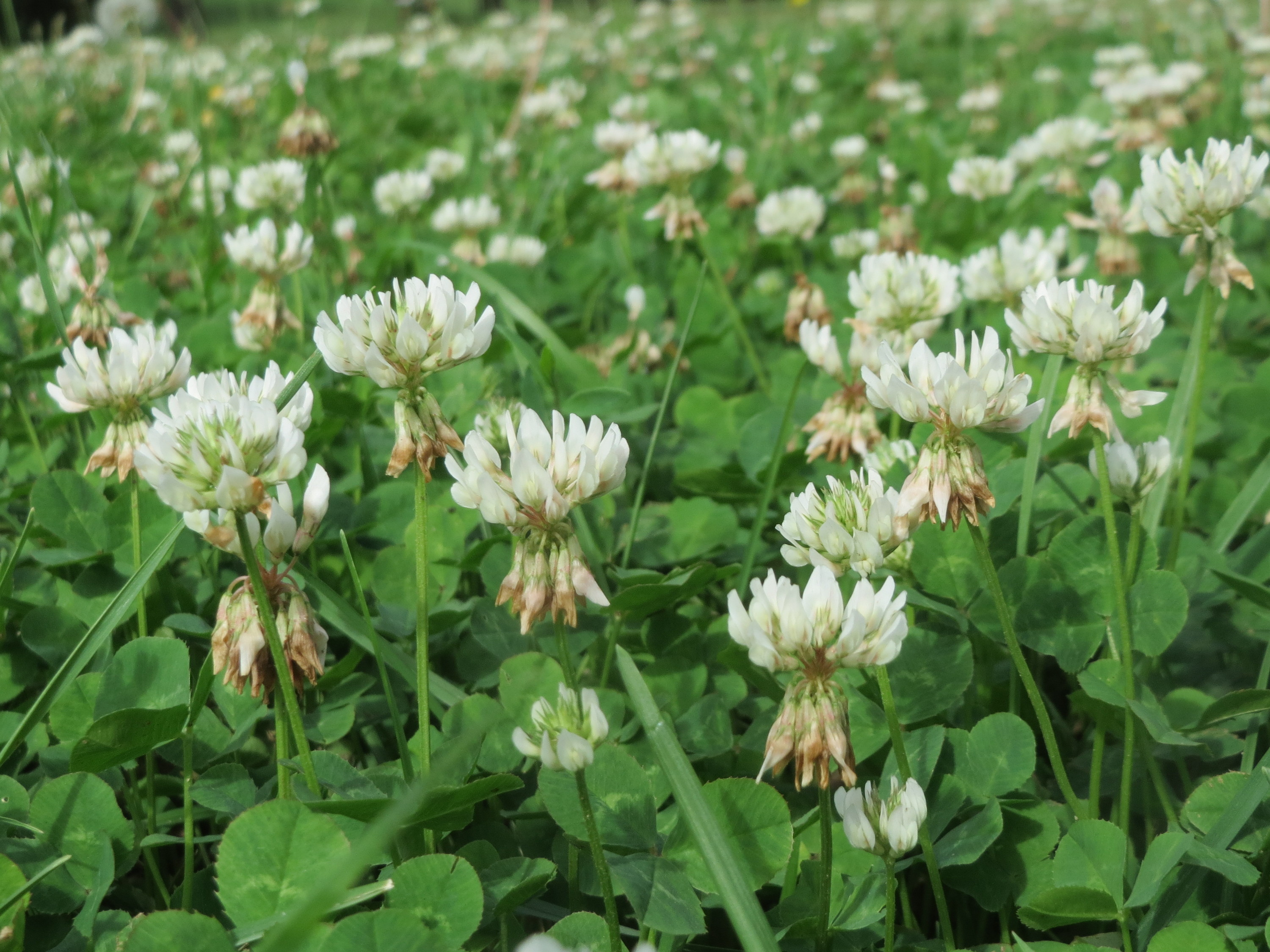
چمن شبدر سفید

یکی از عناصر اصلی مدیریت چمن ارگانیک، استفاده از کمپوست و چای کمپوست برای کاهش نیاز به کوددهی و ایجاد خاک سالم است که چمن را قادر به مقاومت در برابر آفات می‌کند. عنصر دوم، چمن‌زنی در ارتفاع بالا است، مثلاً تا ارتفاع ۳–۴ اینچ (۷۶–۱۰۲ میلیمتر)، برای سرکوب علف‌های هرز و تشویق ریشه‌های عمیق چمن، و باقی گذاشتن چمن‌های بریده شده و برگ‌ها روی چمن به عنوان کود.
تکنیک‌های دیگر شامل کوددهی در پاییز، نه در بهار است. چمن‌های ارگانیک اغلب از کاشت بیش از حد (افزودن بذر بیشتر روی پوشش گیاهی موجود)، کاشت بذر به صورت ورقه‌ای (ایجاد شکاف‌هایی در خاک که بذرها در آن قرار می‌گیرند) و هوادهی بیشتر به دلیل اهمیت سیستم ریشه‌ای قوی، سود می‌برند. چمن‌های ارگانیک که به خوبی نگهداری می‌شوند، اغلب در برابر خشکسالی مقاوم هستند. اگر چمن نیاز به آبیاری دارد، باید به ندرت اما عمیق انجام شود.
سایر تکنیک‌های ارگانیک برای مراقبت از چمن شامل آبیاری فقط زمانی است که چمن علائم تنش خشکی را نشان می‌دهد و سپس آبیاری عمیق - به حداقل رساندن مصرف آب غیرضروری. استفاده از آبپاش‌های کم‌حجم، نفوذ بیشتر آب را بدون رواناب سطحی فراهم می‌کند. ماشین‌های چمن‌زنی با قابلیت مالچ‌پاشی می‌توانند در کاهش مصرف کود مفید باشند، زیرا باعث می‌شوند چمن‌های بریده شده و برگ‌هایی که آنقدر ریز بریده شده‌اند که می‌توانند به‌طور نامحسوس در چمن‌ها ته‌نشین شوند، در خاک تجزیه شوند.

### چمن‌های شبدر
مخلوط‌های بذر چمن قبلاً حاوی شبدر سفید بودند که کود طبیعی فراهم می‌کند، اما با ظهور کودهای مصنوعی و سود بردن کسب‌وکارها از فروش این کود، این روش از مد افتاد. در سال‌های اخیر، صاحبان خانه به استفاده از شبدر به عنوان منبع کود طبیعی برای چمن‌ها بازگشته‌اند. در سال ۲۰۲۲، نیویورک تایمز از محبوبیت روزافزون چمن‌های شبدر خبر داد. نیویورک تایمز گزارش داد: «#cloverlawn بیش از ۶۵ میلیون بازدید در تیک‌تاک (شبکه اجتماعی) داشته است.»

### آفت‌کش‌های ارگانیک
مدیران زمین‌های ارگانیک می‌توانند از آفت‌کش‌های ثبت‌شده‌ای که تحت برنامه ملی ارگانیک تأیید شده‌اند، در برنامه‌های مراقبت از چمن خود استفاده کنند. این آفت‌کش‌ها عموماً از مواد طبیعی مشتق می‌شوند و حداقل فرآوری روی آنها انجام می‌شود. جایگزین‌ها شامل استفاده از حشرات مفید و شکارچیان طبیعی مانند نماتدها برای جلوگیری از آلودگی چمن‌ها به آفاتی مانند لارو مگس درنا و مورچه‌ها می‌شود. استفاده از آفت‌کش‌ها طبق استانداردهای NOFA برای مراقبت از زمین‌های ارگانیک مجاز است، اما همیشه در مراقبت از چمن ارگانیک استفاده نمی‌شود، زیرا شیوه‌های مناسب زراعی می‌توانند جمعیت آفات را زیر آستانه فعالیت نگه دارند، مانند جلوگیری از عفونت‌های قارچی با استفاده از تکنیک‌های نگهداری فیزیکی مانند چمن‌زنی و چنگک زدن مؤثر.

### کودهای آلی
کودهای مصنوعی (غیرآلی) در فرآیندهای شیمیایی ساخته می‌شوند که برخی از آنها از سوخت‌های فسیلی استفاده می‌کنند و به گرمایش جهانی کمک می‌کنند. آنها همچنین میزان نیتروژن ورودی به چرخه نیتروژن جهانی را به میزان زیادی افزایش می‌دهند که تأثیر منفی جدی بر سازماندهی و عملکرد اکوسیستم‌های جهان دارد، از جمله تسریع در از بین رفتن تنوع زیستی و کاهش اکوسیستم‌های دریایی ساحلی و شیلات. کود نیتروژن پس از استفاده، N2O، یک گاز گلخانه‌ای، را در جو آزاد می‌کند. میزان نیتروژن کود آلی معمولاً کمتر از کود مصنوعی است.

### تنوع زیستی
چمن‌های ارگانیک، طبق تعریف، زمانی به تنوع زیستی کمک می‌کنند که حاوی بیش از یک یا دو گونه علف باشند. نمونه‌هایی از گونه‌های چمنی و علف‌مانند اضافی که می‌توانند در چمن‌های ارگانیک مورد تشویق قرار گیرند شامل ده‌ها گونه علفی (هشت گونه برای چاودار به تنهایی، جگن‌ها، خزه‌ها، شبدر، ماشک‌ها، سه‌برگ‌ها، بومادران، جایگزین‌های پوشش زمین و سایر گیاهان قابل چمن‌زنی) است. تنوع زیستی عملکرد و تحمل تنش اکوسیستم‌ها را افزایش می‌دهد. کمبود تنوع زیستی یک مسئله زیست‌محیطی مهم است که با استفاده از چمن‌ها مطرح می‌شود و گروه‌های مردمی برای ترویج این روش مراقبت از چمن ظهور کرده‌اند. برخی از گونه‌های چمن کم‌رشد نیز می‌توانند نیاز به چمن‌زنی را از بین ببرند، بنابراین سازگار با محیط زیست نیز هستند. شبدر اغلب به دلیل توانایی‌اش در تثبیت نیتروژن در خاک و کوددهی چمن، با علف‌ها مخلوط می‌شود.

## بدون مو می
کمپین «بدون چمن‌زنی در ماه مه» کمپینی است برای تشویق صاحبان خانه به کوتاه نکردن چمن‌هایشان در طول ماه مه، به منظور حمایت از گرده افشان‌ها، گونه بومی و تنوع حیات وحش. این کمپین در سال ۲۰۱۹ توسط Plantlife، یک مؤسسه خیریه حفاظت از طبیعت مستقر در بریتانیا، آغاز شد. در سال ۲۰۲۰، شهر اپلتون (ویسکانسین) چمن‌زنی را در ماه مه متوقف کرد. در سال ۲۰۲۲، شهرهای سراسر ایالات متحده در کمپین «بدون چمن‌زنی در ماه مه» شرکت کردند. این کمپین توسط انجمن زرسز از طریق برنامه «شهر زنبورها در آمریکا» پشتیبانی می‌شود و این جنبش را به عنوان «دروازه» ای برای ایجاد زیستگاه بهتر برای زنبورها در صورت سازگاری با شرایط محلی و از جمله گل‌های وحشی بومی توصیف کرده است.

## مکان‌هایی با چمن‌های ارگانیک و مقررات مربوط به آفت‌کش‌ها
بسیاری از املاک کوچک دارای چمن در سراسر جهان با استفاده از تکنیک‌های ارگانیک نگهداری می‌شوند. در اواخر قرن بیستم، جنبشی برای مدیریت ارگانیک چمن‌ها شروع به رشد کرد. برخی از املاک بزرگ و شهرداری‌ها، مدیریت چمن ارگانیک و محوطه‌سازی ارگانیک را الزامی کرده‌اند و قوانین مربوط به آفت‌کش‌ها را وضع کرده‌اند. مکان‌هایی که طرح‌های مدیریت چمن ارگانیک یا مقررات مربوط به آفت‌کش‌ها را دارند عبارتند از:

### باغ‌های ارگانیک رایتون، رایتون-آن-دانسمور، وارویک‌شر، انگلستان

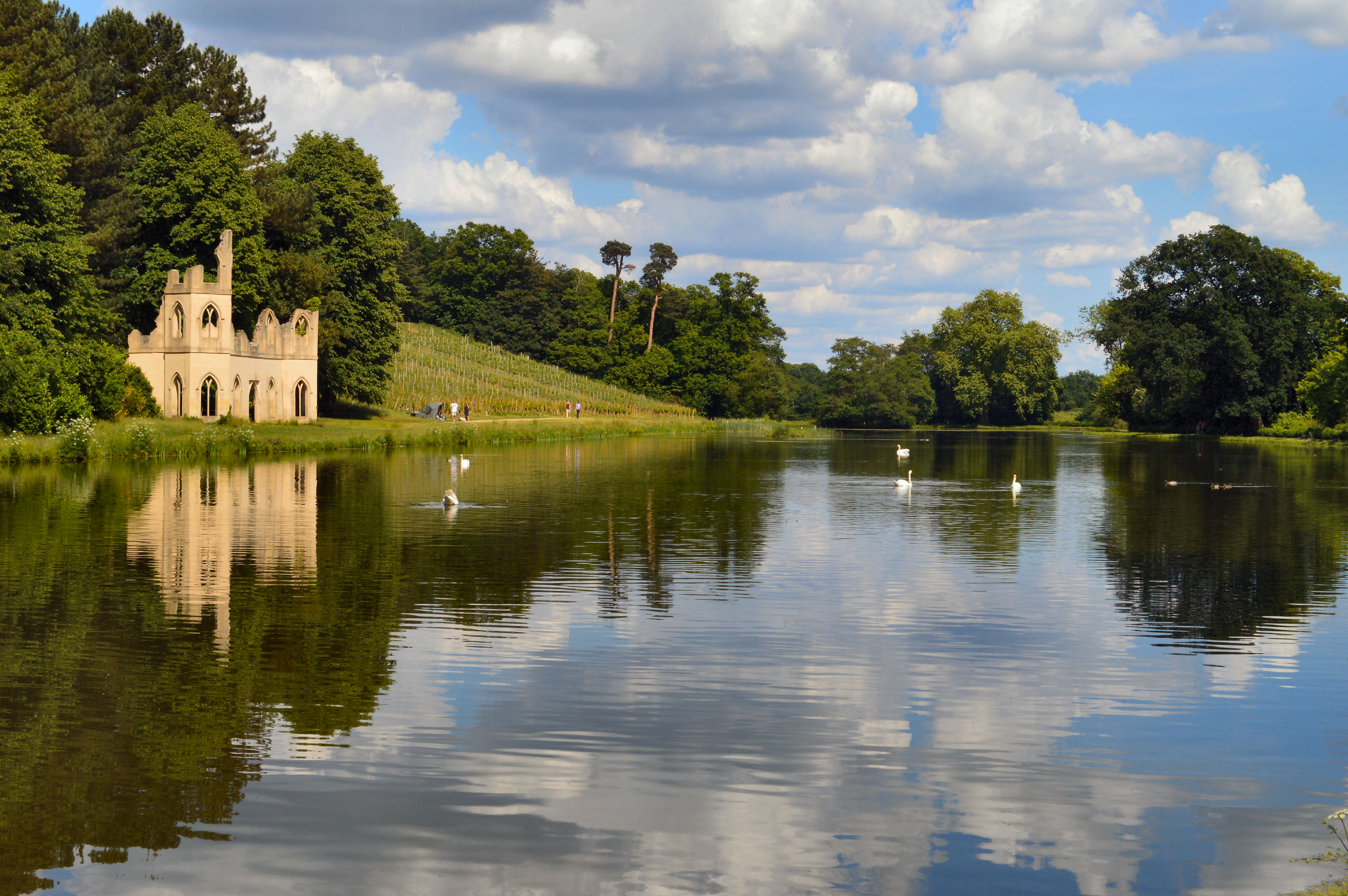
منظره‌ای از پارک پینزهیل بر فراز دریاچه به سمت تاکستان

در سال ۱۹۸۵، سازمان غیرانتفاعی ارگانیک گاردن، که قبلاً با نام انجمن تحقیقاتی هنری دابلدی شناخته می‌شد، به مکان فعلی خود نقل مکان کرد و در آنجا به فعالیت در زمینه‌های ارگانیک و محوطه‌سازی شده برای عموم مردم مشغول است. این ملک متعلق به دانشگاه کاونتری است.

### عمارت هایگرو هاوس، گلاسترشر، انگلستان
در سال ۱۹۹۶، چارلز سوم، که در آن زمان شاهزاده ولز بود، مزرعه و باغ‌های املاک هایگرو هاوس را به مدیریت ارگانیک منتقل کرد.

### پینزهیل، کوبهام، ساری، انگلستان
در سال ۱۹۹۸، پینزهیل به خاطر مرمت باغ‌های ارگانیک قرن هجدهم که در ابتدا توسط چارلز همیلتون بین سال‌های ۱۷۳۸ تا ۱۷۷۳ با استفاده از روش‌هایی که امروزه به عنوان روش‌های ارگانیک شناخته می‌شوند، طراحی شده بودند، مدال اروپا نوسترا را دریافت کرد.

### مرکز آموزشی کامن گراند، یونیتی، مین، ایالات متحده
در سال ۱۹۹۸، انجمن کشاورزان و باغداران ارگانیک ایالت مین، زمینی به مساحت ۳۰۰ هکتار در یونیتی، ایالت مین را خریداری کرد و آن را به مزارع نمایشی ارگانیک، باغ‌ها، باغچه‌ها، درختان سایه‌دار و قطعات جنگلی کم‌اثر تبدیل کرد. این مکان محل برگزاری نمایشگاه سالانه است، نمایشگاهی که مواد غذایی و کشاورزی ارگانیک را به نمایش می‌گذارد.

### پارک بروکسویل، همدن، کنتیکت، ایالات متحده
در سال ۲۰۰۳، دوستان پارک بروکسویل برای حمایت از این پارک ۵۰۰ هکتاری و اجرای برنامه‌ها و ابتکارات زیست‌محیطی، از جمله شیوه‌های ارگانیک و باغ ارگانیک بروکسویل، که سبزیجات را برای آشپزخانه‌های خیریه و بانک‌های غذا تولید می‌کند، تشکیل شدند.

### باشگاه گلف وینیارد، مارتا وینیارد، ماساچوست، ایالات متحده
در سال ۲۰۰۲، باشگاه گلف وینیارد در تاکستان مارتا افتتاح شد و شرط استفاده از مدیریت چمن ارگانیک را برای آن در نظر گرفت. جف کارلسون، اولین سرپرست زمین گلف، در سال ۲۰۰۳ جایزه رهبران زیست‌محیطی گلف را دریافت کرد و در سال ۲۰۰۸ برنده جایزه ریاست جمهوری برای نظارت بر محیط زیست شد.

### دانشگاه هاروارد، ماساچوست، ایالات متحده

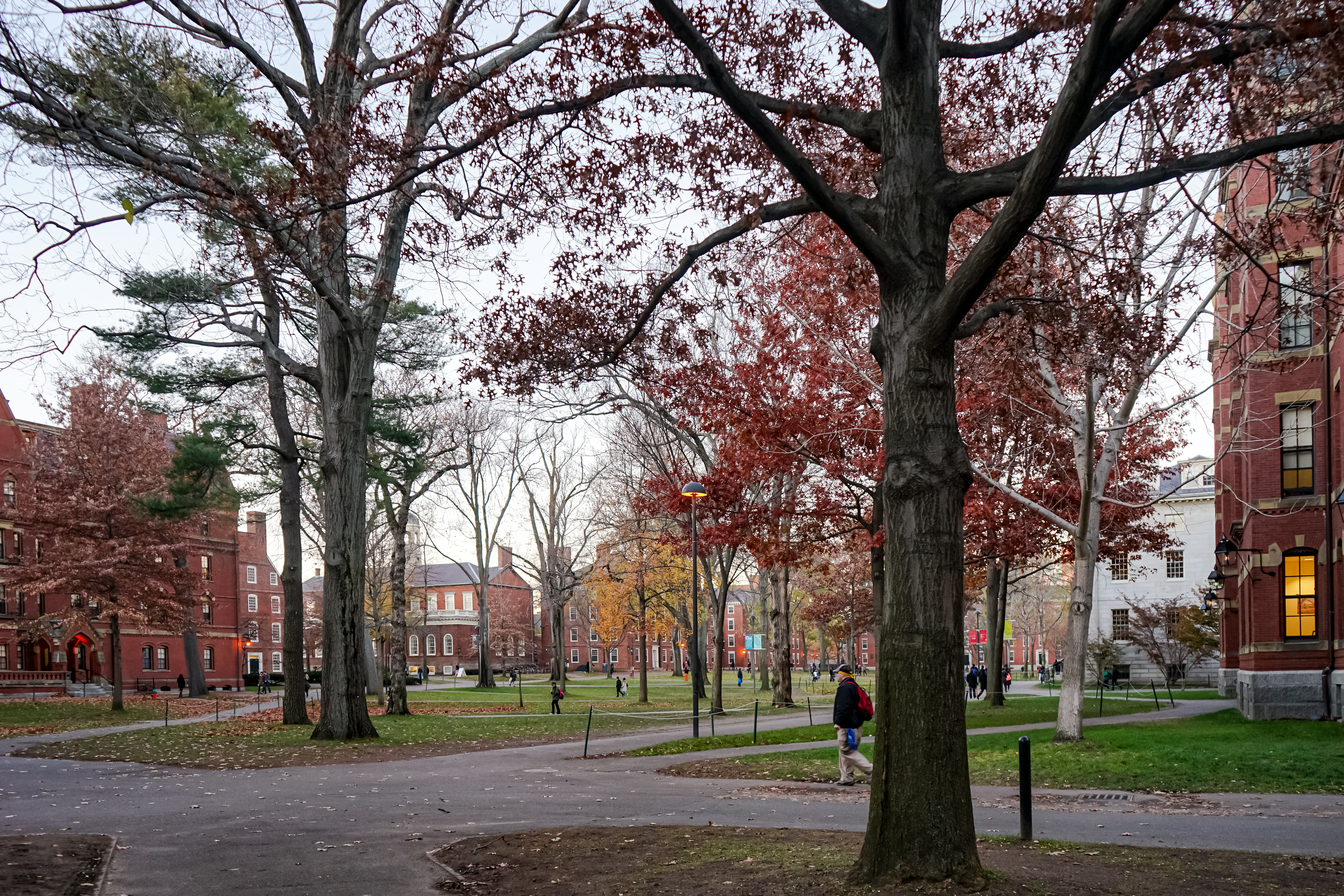
حیاط دانشگاه هاروارد در پاییز

در سال ۲۰۰۹، نیویورک تایمز از تصمیم دانشگاه هاروارد برای استفاده از مدیریت ارگانیک در تمام محوطه‌های خود خبر داد، که توسط رئیس دانشگاه ، درو گیلپین فاوست، حمایت و توسط مدیر فضای سبز، وین کاربون، اجرا شد. نیویورک تایمز خاطرنشان کرد: «به لطف این تلاش‌ها، به گفته آقای کاربون، دانشگاه استفاده از آبیاری را ۳۰ درصد کاهش داده است و در نتیجه سالانه دو میلیون گالن آب صرفه‌جویی می‌کند. و باغ‌های ۴۰ ساله الم‌وود که با چای کمپوست درمان شده‌اند، از لکه برگی و لکه سیاه سیب، دو بیماری که آنها را رنج می‌داد، در حال بهبودی هستند.»

### های لاین، منهتن، نیویورک، ایالات متحده

های لاین، شهر نیویورک

در سال ۲۰۰۹، اولین بخش از پارک خطی ۱٫۴۵ مایلیِ مدیریت‌شده به صورت ارگانیک به نام «های لاین» در محل سابق راه‌آهن مرکزی نیویورک، یک انشعاب خط قطار هوایی، در سمت غربی منهتن در شهر نیویورک افتتاح شد. طراحی های‌لاین حاصل همکاری بین جیمز کورنر فیلد اپریشنز، دیلر اسکوفیدیو + رنفرو و پیت اودولف است.

### پارک تاکوما، مریلند، ایالات متحده
کاترین کامینگز و جولی تادئو، ساکنان، در سال ۲۰۱۱ کمپینی را برای محدود کردن استفاده از آفت‌کش‌ها در چمن‌کاری در تاکوما پارک، مریلند، آغاز کردند. اعضای شورای شهر، ست گرایمز و تیم میل، به سرعت از این تلاش حمایت کردند و پیش‌نویس قانون رشد ایمن پارک تاکوما در سال ۲۰۱۳ را تهیه کردند که منجر به تصویب این قانون توسط شورای شهر شد، که از اول مارس ۲۰۱۴ لازم‌الاجرا شد.

### اوگانکیت، مین، ایالات متحده آمریکا
در سال ۲۰۱۴، بیل و جودی بیکر و دیگر ساکنان، شورای شهر اوگانکیت را متقاعد کردند که ممنوعیت سختگیرانه‌ای برای استفاده از آفت‌کش‌ها وضع کنند که مستلزم مراقبت ارگانیک از زمین‌ها در املاک عمومی و خصوصی بود.

### شهرستان مونتگومری، مریلند، ایالات متحده

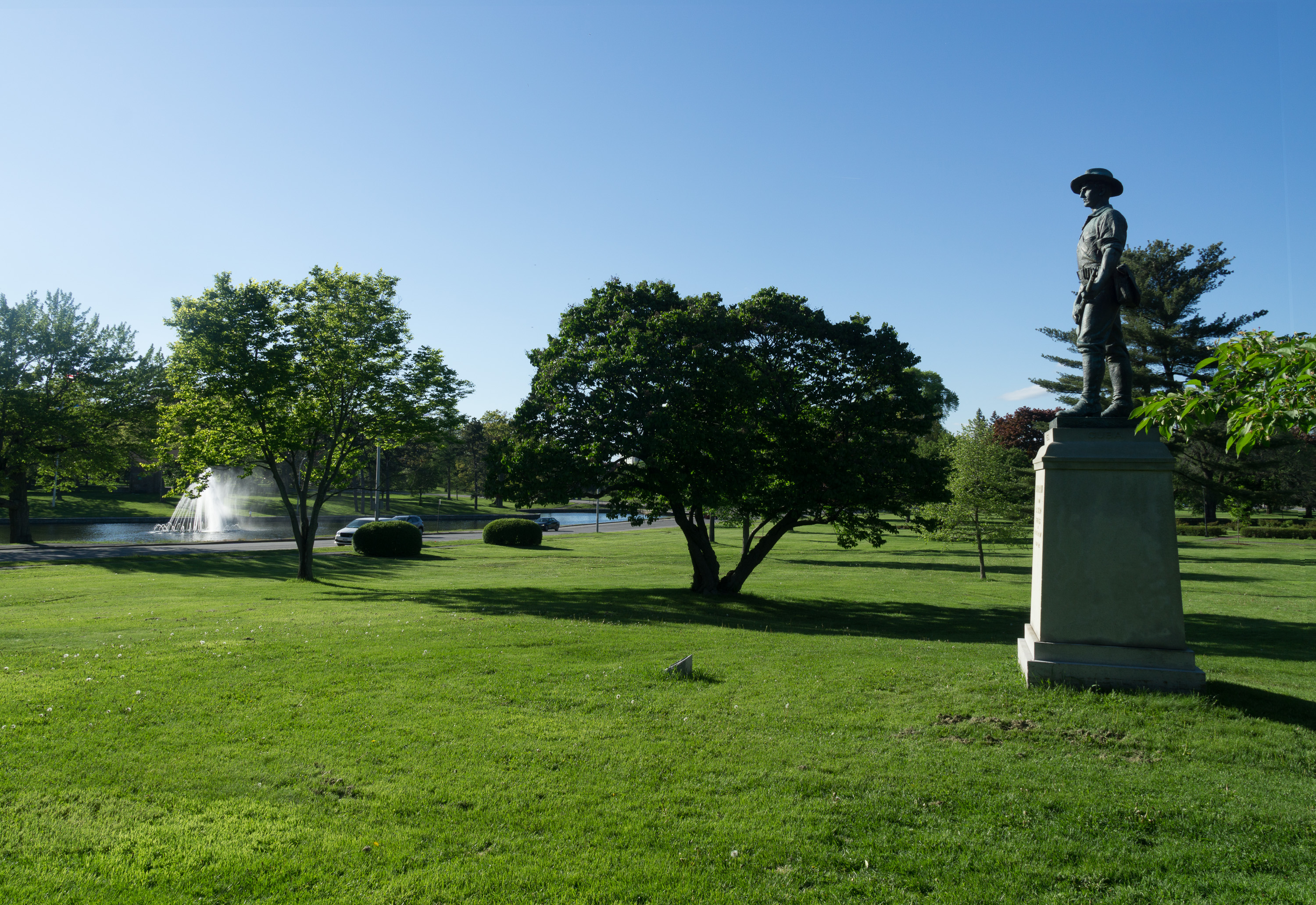
دیرینگ اوکس در پورتلند، مین

در سال ۲۰۱۵، جولی تادئو و کاترین کامینگز و همکارانشان در کمپینی را برای وادار کردن شهرستان مانتگامری، مریلند به پذیرش ممنوعیت استفاده از آفت‌کش‌ها که مستلزم مدیریت ارگانیک چمن در سراسر شهرستان، چه در املاک عمومی و چه در املاک خصوصی بود، آغاز کردند. جورج لونتال (نماینده دموکرات مجلس نمایندگان) رئیس شورای شهرستان مونتگومری، لایحه ۵۲–۱۴ را بر اساس قانون ۲۰۱۳ تاکوما پارک نوشت و ارائه کرد. شورای شهرستان در ماه اکتبر همان سال لایحه ۵۲–۱۴ را تصویب کرد. این ممنوعیت توسط شرکت‌های محلی مراقبت از چمن و گروه لابی‌گری صنعت آفت‌کش‌ها، «صنعت مسئول برای محیط زیست سالم» در دادگاه به چالش کشیده شد. در سال ۲۰۱۷، این ممنوعیت توسط یک دادگاه حوزه قضایی لغو شد و این حکم مورد تجدیدنظرخواهی قرار گرفت. در سال ۲۰۱۹، یک دادگاه تجدیدنظر در مریلند این ممنوعیت را تأیید کرد.

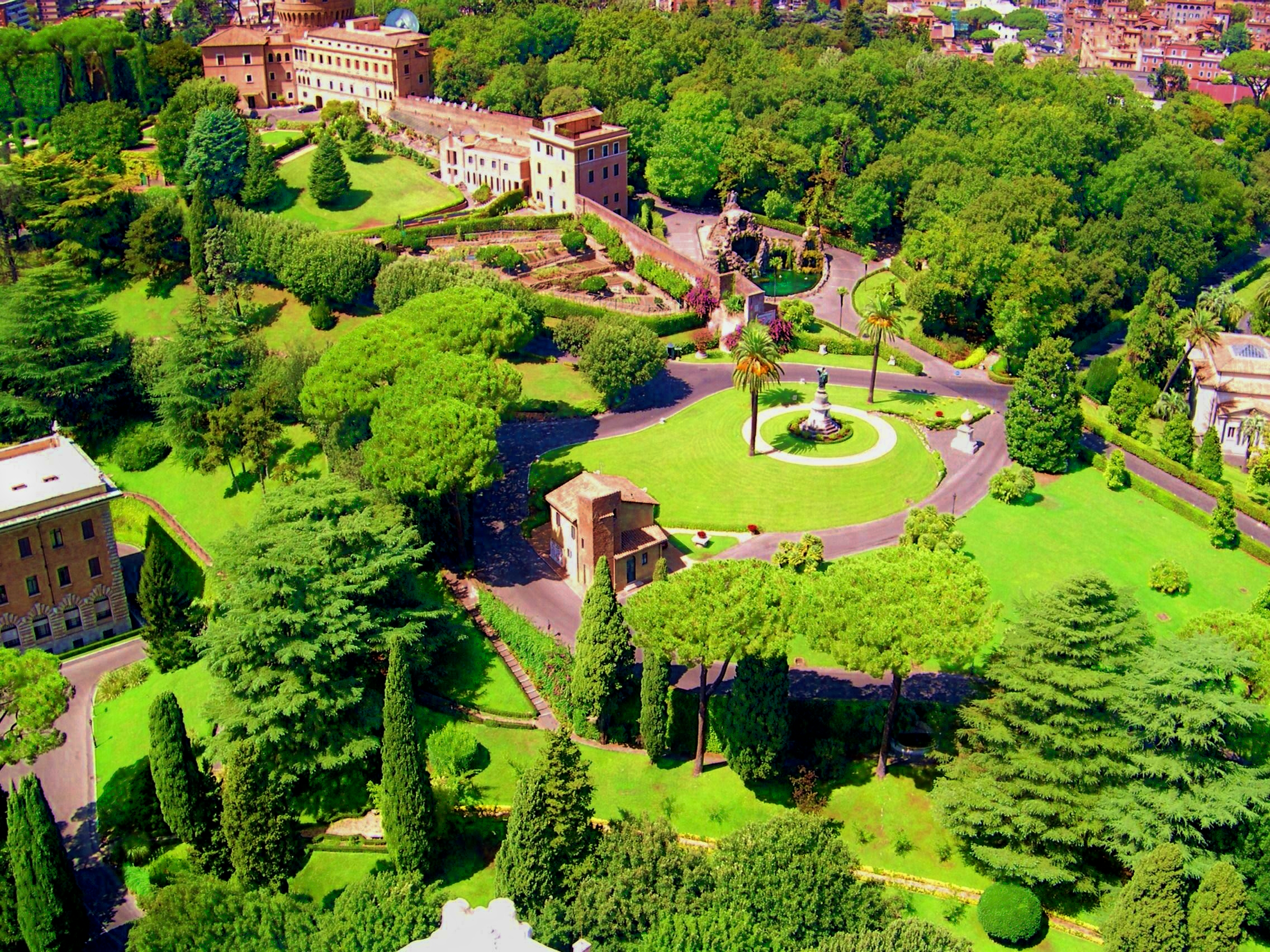
باغ‌های واتیکان

### ارواین، کالیفرنیا، ایالات متحده
در سال ۲۰۱۶، گروه «غیر سمی ایروین»، به رهبری شهروندانی چون لوری تامپسون، آین کراسیون، کاتلین هالال، کیم کونته و باب جانسون با کمک کریستینا شیا، عضو شورای شهر، شورای شهر را متقاعد کردند که یک برنامه مدیریت تلفیقی آفات ارگانیک را اتخاذ کند که مستلزم مراقبت ارگانیک از زمین در تمام املاک شهر است.

### کارلزبد، کالیفرنیا، ایالات متحده
در سال ۲۰۱۷، شرکت نان‌تاکسیک کارلزبد کمپینی را برای وادار کردن شهرداری به تصویب قانونی که مراقبت از زمین‌های ارگانیک را در تمام املاک شهر الزامی می‌کرد، آغاز کرد.

### پورتلند، مین، ایالات متحده
در سال ۲۰۱۸، گروه «محافظان پورتلند» به رهبری آوری ییل کامیلا و مگی نولز، شورای شهر پورتلند را متقاعد کردند که یک فرمان ارگانیک را تصویب کند که مستلزم مراقبت از زمین‌های ارگانیک در تمام املاک عمومی و خصوصی است.

### دوور، نیوهمپشایر، ایالات متحده آمریکا
در سال ۲۰۱۸، شورای شهر دوور به اتفاق آرا قطعنامه‌ای را تصویب کرد که خواستار «تعهد به شیوه‌های مدیریت زمین ارگانیک» بود. این قطعنامه توسط گروه ساکن «غیر سمی دوور، نیوهمپشایر» و با حمایت دنیس شاناهان، عضو شورا، به شورا ارائه شده بود. شهرداری برنامه چمن تمام ارگانیک را برای املاک شهرداری در سال ۲۰۲۰ آغاز کرد.

### باغ‌های شهر واتیکان
در سال ۲۰۱۹، رافائل تورنینی، رئیس خدمات باغ و محیط زیست واتیکان، اعلام کرد که باغ‌های ۳۷ هکتاری شهر واتیکان از سال ۲۰۱۷ در حال گذار به مدیریت ارگانیک هستند

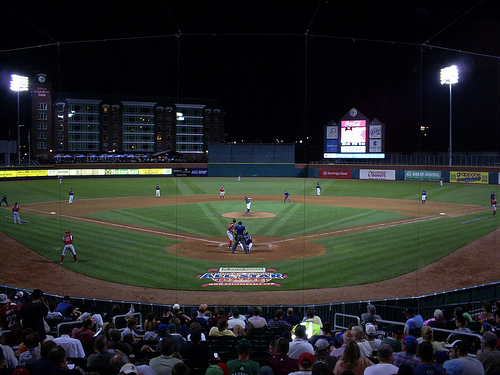
ورزشگاه دلتا دنتال، خانه تیم فیشر کتس، اولین زمین بیسبال حرفه‌ای است که از مدیریت ارگانیک استفاده می‌کند.

### ورزشگاه دلتا دنتال، منچستر، نیوهمپشایر، ایالات متحده
در سال ۲۰۱۹، تیم فوتبال فیشر کتس نیوهمپشایر شروع به تغییر رویه خود کرد تا ورزشگاه دلتا دنتال را به اولین زمین بیسبال حرفه‌ای تبدیل کند که به صورت ارگانیک مدیریت می‌شود. استونیفیلد، به عنوان بخشی از کمپین #playfree خود برای تبدیل فضاهای تفریحی به مدیریت ارگانیک، از تغییر این زمین حمایت کرد.

### زمین‌های عمومی شهر نیویورک، ایالات متحده
در سال ۲۰۲۱، شورای شهر نیویورک استفاده از آفت‌کش‌های مصنوعی را توسط سازمان‌های شهری ممنوع کرد. این تلاش توسط معلم کلاس مهدکودک پائولا روگووین در پی اس ۲۹۰ آغاز شد.

### مائویی، هاوایی، ایالات متحده
در سال ۲۰۲۱، جزیره مائویی استفاده از آفت‌کش‌ها و کودهای مصنوعی را در تمام زمین‌های شهرستان ممنوع کرد. سازمان‌دهندگان اجتماعی از جمله آتوم نس، مدیر برنامه مدیریت زمین ارگانیک هاوایی، برای تصویب این قانون تلاش کردند.

### بالتیمور، مریلند، ایالات متحده
در سال ۲۰۲۲، ممنوعیت استفاده از آفت‌کش‌های مصنوعی در اماکن عمومی و خصوصی که در سال ۲۰۲۰ توسط شورای شهر بالتیمور تصویب شد، به اجرا درآمد. این شامل جریمه‌ای تا سقف ۲۵۰ دلار برای متخلفان می‌شود.

### هالوول، مین، ایالات متحده
در سال ۲۰۲۴، ممنوعیت استفاده از آفت‌کش‌های مصنوعی در املاک عمومی و خصوصی در هالوول، که در امتداد رودخانه کنبک واقع شده است، به اجرا درآمد.

## کتاب‌ها
- «استانداردهای NOFA برای مراقبت از زمین ارگانیک، ویرایش ششم، شیوه‌هایی برای طراحی و نگهداری از مناظر اکولوژیکی»، مایکل آلمستد، دکتر جیمی بنکس و همکاران، همکاران. انجمن کشاورزی ارگانیک شمال شرقی ایالت کنتیکت، شرکت، ۲۰۱۷.
- «راهنمای مراقبت از چمن ارگانیک: یک سیستم طبیعی و کم‌نیاز به نگهداری برای چمنی زیبا و ایمن»، نوشتهٔ پاول توکی. انتشارات استوری، شرکت با مسئولیت محدود ۲۰۰۷. (۱۳۸۶)